# Kahānī
Kahānī (in hindī कहानी, pron. AFI: [kɐ.ɦäː.niː], lett. "Racconto") è un film del 2012 diretto da Sujoy Ghos.

## Trama
Un attacco di gas velenoso contro un compartimento della metropolitana di Calcutta uccide i passeggeri a bordo. Due anni dopo Vidya Bagchi, un ingegnere informatico incinta, arriva a Calcutta da Londra durante i festeggiamenti di Durga Puja in cerca del marito scomparso, Arnab Bagchi. Un ufficiale di polizia, Satyoki "Rana" Sinha, si offre di aiutare. Sebbene Vidya affermi che Arnab è andato a Calcutta per un incarico per il National Data Center (NDC), le prime indagini suggeriscono che nessuna persona di questo tipo era impiegata dal NDC.
Agnes D'Mello, responsabile delle risorse umane del NDC, suggerisce a Vidya che suo marito somigliasse all'ex impiegato Milan Damji, il cui fascicolo è probabilmente conservato nel vecchio ufficio del NDC. Prima che Agnes possa fornire ulteriore aiuto, viene uccisa da Bob Biswas, un assassino che lavora sotto copertura come agente di assicurazione sulla vita. Vidya e Rana entrano nell'ufficio del NDC e trovano il file di Damji, sfuggendo a malapena a un incontro con Bob, che sta cercando le stesse informazioni. Nel frattempo, i tentativi di ottenere i documenti di Damji hanno attirato l'attenzione di due funzionari dell'Intelligence Bureau (IB) a Delhi: il capo Bhaskaran K. e il suo vice Khan. Khan arriva a Calcutta e rivela che Damji era un agente criminale IB responsabile dell'attacco di gas velenoso. Nonostante gli avvertimenti di Khan, Vidya continua la sua ricerca, temendo che la somiglianza di Arnab con Damji possa averlo messo nei guai.
L'indirizzo sul record di Damji porta Vidya e Rana in un appartamento fatiscente. Un fattorino della sala da tè del quartiere identifica R. Sridhar, un ufficiale del NDC, come un frequente visitatore dell'appartamento di Damji. Bob tenta di uccidere Vidya, ma fallisce e viene investito da un'auto durante un inseguimento. L'esame del cellulare di Bob porta Vidya e Rana a un indirizzo IP inviando istruzioni per ucciderla. Entrano nell'ufficio di Sridhar per verificare il suo indirizzo IP, ma viene avvisato elettronicamente e ritorna nel suo ufficio. Vidya uccide accidentalmente Sridhar durante una rissa, che sconvolge Khan, che lo voleva vivo.
I dati del computer di Sridhar rivelano un codice che, quando decifrato, rivela il numero di telefono di Bhaskaran. Vidya chiama Bhaskaran per dirgli che ha recuperato documenti sensibili dall'ufficio di Sridhar. Chiede a Bhaskaran di aiutare a trovare suo marito in cambio dei documenti, ma Bhaskaran le dice di contattare la polizia locale. Vidya riceve presto una chiamata da un numero sconosciuto, avvertendola che dovrebbe consegnare i documenti al chiamante se desidera vedere vivo suo marito. Khan pensa che il chiamante sia Milan Damji.
Vidya incontra Damji, seguito da Rana e Khan. Damji interrompe la riunione quando Vidya esprime il suo dubbio che sarà in grado di restituire suo marito in cambio del fascicolo sensibile e tenta di andarsene. Vidya cerca di fermarlo, e nella conseguente lotta Damji le tira una pistola. Vidya lo disarma usando la pancia protesica che ha usato per fingere la sua gravidanza e prontamente pugnalato al collo con il suo bastoncino per capelli, dopo avergli sparato con la sua pistola. Fugge tra la folla prima dell'arrivo della polizia, lasciando un biglietto di ringraziamento per Rana e una chiavetta contenente i dati del computer di Sridhar, che porta all'arresto di Bhaskaran. Rana conclude che nessun Vidya o Arnab Bagchi è mai esistito e che Vidya ha usato la polizia e l'IB per raggiungere i propri scopi.
Si scopre che Vidya è la vedova di Arup Basu, un ufficiale dell'IB e collega di Damji, che è stato ucciso nell'attacco di gas velenoso, il che ha anche causato l'incoscienza di Vidya nel vedere il cadavere del marito e subire un aborto. Nella sua missione di vendicare la morte di suo figlio non ancora nato, Vidya è stata aiutata dall'agente pensionato IB Pratap Bajpayee, che sospettava il coinvolgimento di un alto funzionario IB.

## Riconoscimenti
- 2013 – Filmfare Awards
  - Miglior regista a Sujoy Ghos
  - Miglior attrice a Vidya Balan
  - Miglior fotografia a Satyajit Pande
  - Miglior montaggio a Namrata Rao
  - Miglior sonoro a Sanjay Maurya
  - Candidatura per il miglior film
- 2013 – National Film Awards
  - Miglior sceneggiatura originale a Sujoy Ghos
  - Miglior montaggio a Namrata Rao